# Laporte (Minnesota)
Laporte is een plaats (city) in de Amerikaanse staat Minnesota, en valt bestuurlijk gezien onder Hubbard County.

## Demografie
Bij de volkstelling in 2000 werd het aantal inwoners vastgesteld op 145.
In 2006 is het aantal inwoners door het United States Census Bureau geschat op 149, een stijging van 4 (2,8%).

## Geografie
Volgens het United States Census Bureau beslaat de plaats een oppervlakte van
1,8 km², geheel bestaande uit land. Laporte ligt op ongeveer 412 m boven zeeniveau.

## Plaatsen in de nabije omgeving
De onderstaande figuur toont nabijgelegen plaatsen in een straal van 32 km rond Laporte.